# 장항고등학교
장항고등학교(長項高等學校)는 대한민국 충청남도 서천군 장항읍 성주리에 있는 사립 고등학교이다.

## 학교 연혁
- 1982년 10월 23일 : 장항고등학교 12학급 설립인가
- 1982년 10월 23일 : 위준혁 초대 교장 취임
- 1983년 2월 10일 : 학급 증설인가(총 18학급)
- 1984년 9월 20일 : 본교 2층 신축
- 1986년 2월 11일 : 제1회 졸업
- 1986년 6월 19일 : 본관 3층 신축(도서실, 특별실)
- 1989년 12월 28일 : 강당 신축
- 1990년 3월 7일 : 본관 3층 신축(교실, 특별실)
- 1999년 10월 25일 : 기숙사 개사
- 2010년 12월 24일 : 현대식 기숙사 및 급식실 개관
- 2013년 8월 20일 : 선진형 교과교실제 구축
- 2013년 9월 1일 : 학교법인 한알학원 조남용 이사장 취임
- 2015년 2월 11일 : 학교법인 육림학원으로 명칭 변경
- 2015년 11월 5일 : 다목적 강당 개관식
- 2018년 11월 6일 : 학교법인 육림학원 조광연 이사장 취임
- 2021년 7월 9일 : 신축교사(육림관) 준공
- 2023년 2월 3일 : 제38회 졸업식(졸업생 56명, 총 졸업생 수 5,590명)
- 2023년 3월 2일 : 제41회 입학식(입학생 62명)
- 2023년 9월 1일 : 나병국 제7대 교장 취임

## 참고 자료
- 장항고등학교 - 한국교육학술정보원 학교알리미